# Polagan (Galis)
Polagan is een bestuurslaag in het regentschap Pamekasan van de provincie Oost-Java, Indonesië. Polagan telt 5372 inwoners (volkstelling 2010).